# Мала Іменна
Мала Іменна́ (рос. Малая Именная) — присілок у складі Нижньотуринського міського округу Свердловської області.
Населення — 44 особи (2010, 55 у 2002).
Національний склад населення станом на 2002 рік: росіяни — 82 %.